# 小倉誠司
小倉 誠司（日语：おぐら　せいじ、1984年2月27日—）是日本的音樂家。兵庫縣西脇市出身。現在是flumpool的鼓手、隊長。

## 相關項目
- flumpool
  - 山村隆太
  - 阪井一生
  - 尼川元氣